# VirtualBox

Logo Virtualbox từ năm 2010-2025

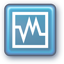
Logo của VirtualBox OSE, 2007–2010

Oracle VM VirtualBox (Trước đây là Sun VirtualBox, Sun xVM VirtualBox và Innotek VirtualBox) là một hosted hypervisor tự do nguồn mở phát triền bởi Oracle. Được sáng tạo bởi Innotek, nó được Sun Microsystems mua lại vào năm 2008, sau đó đến tiếp tục được mua lại bởi Oracle năm 2010.
VirtualBox có thể được cài đặt trên Windows, macOS, Linux, Solaris và OpenSolaris. Cũng có các ports đến FreeBSD và Genode. INó hỗ trợ tạo và quản lý các máy ảo khách chạy Windows, Linux, BSD, OS/2, Solaris, Haiku, và OSx86, cũng như ảo hóa hạn chế macOS trên phần cứng của Apple. Đối với một số hệ điều hành khách, có sẵn gói "Guest Additions" của trình điều khiển thiết bị và ứng dụng hệ thống, giúp cải thiện hiệu năng, đặc biệt là đồ họa.

## Lịch sử
VirtualBox ban đầu được cung cấp bởi Innotek GmbH đến từ Weinstadt, Đức, dưới một giấy phép độc quyền, với một phiên bản của sản phẩm có sẵn miễn phí cho sử dụng cá nhân hoặc đánh giá, tùy thuộc vào VirtualBox Personal Use and Evaluation License (PUEL). Tháng 1 năm 2007, dựa trên lời khuyên của LiSoG, Innotek GmbH phát hành VirtualBox Open Source Edition (OSE) như một phần mềm tự do nguồn mở, tuân theo các yêu cầu của GNU General Public License (GPL)v2.
Innotek GmbH cũng góp phần phát triển hệ điều hành OS/2 và Linux trong ảo hóa và ports OS/2  của sản phẩm từ Connectix mà sau đó đã được Microsoft mua lại. Cụ thể, Innotek đã phát triển mã "additions" trong cả Windows Virtual PC và Microsoft Virtual Server, cho phép nhiều tương tác hệ điều hành máy chủ-khách khác nhau như bảng chia sẻ hoặc thay đổi kích thước khung nhìn động.
Sun Microsystems mua lại Innotek vào tháng 2 năm 2008.
Oracle Corporation mua lại Sun tháng 1 năm 2010 và đổi tên phần mềm thành "Oracle VM VirtualBox".
Tháng 12 năm 2019, VirtualBox bắt đầu chỉ hỗ trợ ảo hoá dựa trên phần cứng, loại bỏ các hỗ trợ dựa trên phần mềm.

## Giấy phép
Gói cốt lõi là, kể từ phiên bản 4 vào tháng 12/2010, phần mềm tự do theo GNU General Public License version 2 (GPLv2). Gói "VirtualBox Oracle VM VirtualBox extension pack" riêng biệt cung cấp hỗ trợ cho các thiết bị USB 2.0 và 3.0, Remote Desktop Protocol (RDP), mã hoá đĩa, boot NVMe và Preboot Execution Environment (PXE) tuân theo giấy phép độc quyền, được gọi là Personal Use and Evaluation License (PUEL), cho phép sử dụng phần mềm cho mục đích cá nhân, sử dụng giáo dục hoặc đánh giá, miễn phí. Từ VirtualBox version 5.1.30 Oracle định nghĩa sử dụng cá nhân là cài đặt phần mềm trên một máy tính chủ duy nhất cho mục đích phi thương mại.
Trước phiên bản 4, có hai gói phần mềm VirtualBox khác nhau. Gói đầy đủ được cung cấp miễn phí theo PUEL, với giấy phép cho việc triển khai thương mại khác có thể mua từ Oracle. Gói thứ hai có tên VirtualBox Open Source Edition (OSE) được phát hành theo GPLv2. Bản này đã loại bỏ các thành phần độc quyền tương tự không có sẵn trong GPLv2.
Xây dựng BIOS cho VirtualBox kể từ phiên bản 4.2since version 4.2[cần dẫn nguồn] yêu cầu sử dụng trình biên dịch Open Watcom, trong đó Sybase Open Watcom Public License được phê duyệt là "Nguồn mở" bởi Open Source Initiative nhưng không phải là "tự do" bởi Free Software Foundation hoặc theo Debian Free Software Guidelines.
Mặc dù VirtualBox có hỗ trợ thử nghiệm cho máy khách Mac OS X, end user license agreement của Mac OS X không cho phép hệ điều hành chạy trên một phần cứng không phải của Apple, và điều này được thi hành trong hệ điều hành bằng cách gọi tới Apple System Management Controller (SMC) trong tất cả các máy của Apple, xác minh tính xác thực của phần cứng.